# Christian López Chamorro
Christian López Chamorro (Cali, Colombia; 19 de junio de 1985) es un exfutbolista colombiano. Jugaba como mediocampista.

## Clubes
| Club                 | País     | Año         |
| -------------------- | -------- | ----------- |
| Cortuluá             | Colombia | 2004        |
| Delfín SC            | Ecuador  | 2005-2006   |
| Imbabura SC          | Ecuador  | 2007        |
| Delfín SC            | Ecuador  | 2007        |
| Deportes Quindío     | Colombia | 2008        |
| Cortuluá             | Colombia | 2009        |
| Expreso Rojo         | Colombia | 2009-2011   |
| Academia Fútbol Club | Colombia | 2011 - 2012 |
| Llaneros F.C.        | Colombia | 2012 - 2013 |
| Tauro FC             | Panamá   | 2013 - 2014 |